# Deutscher Fernsehpreis
O Deutscher Fernsehpreis (ou Prêmio da Televisão Alemã) é um prêmio anual entregue aos melhores programas e profissionais da televisão alemã. Foi criado em 1999 pelos canais Das Erste, ZDF, RTL e Sat.1 para ser um equivalente ao Emmy Awards, embora não seja organizado por uma academia.

## Transmissão
A cada ano, uma emissora diferente transmite os prêmios.

## Júri
Um júri independente, composto por nove a doze membros, nomeados para um mandato de dois anos cada, decide sobre as nomeações e os vencedores dos prêmios, sendo possível recondução após esse período. Os membros do júri não podem ter qualquer vínculo empregatício com empresas de rádio e televisão.

## Cerimônias
| #   | Data                   | Ano       | Apresentador(a)                                            | Rede de televisão | Local                    |
| --- | ---------------------- | --------- | ---------------------------------------------------------- | ----------------- | ------------------------ |
| 1ª  | 2 de outubro de 1999   | 1998–99   | Jochen Busse, Johannes B. Kerner, Gabi Bauer e Kai Pflaume | RTL               | Coloneum Cologne         |
| 2ª  | 7 de outubro de 2000   | 1999–2000 | Ulla Kock am Brink                                         | ZDF               | Coloneum Cologne         |
| 3ª  | 6 de outubro de 2001   | 2000–01   | Anke Engelke e Hape Kerkeling                              | Sat.1             | Coloneum Cologne         |
| 4ª  | 5 de outubro de 2002   | 2001–02   | Sandra Maischberger e Dirk Bach                            | Das Erste         | Coloneum Cologne         |
| 5ª  | 27 de setembro de 2003 | 2002–03   | Günther Jauch                                              | RTL               | Coloneum Cologne         |
| 6ª  | 9 de outubro de 2004   | 2003–04   | Thomas Gottschalk                                          | ZDF               | Coloneum Cologne         |
| 7ª  | 15 de outubro de 2005  | 2004–05   | Anke Engelke e Hugo Egon Balder                            | Sat.1             | Coloneum Cologne         |
| 8ª  | 20 de outubro de 2006  | 2005–06   | Jörg Pilawa                                                | Das Erste         | Coloneum Cologne         |
| 9ª  | 29 de setembro 2007    | 2006–07   | Marco Schreyl                                              | RTL               | Coloneum Cologne         |
| 10ª | 11 de outubro de 2008  | 2007–08   | Thomas Gottschalk                                          | ZDF               | Coloneum Cologne         |
| 11ª | 26 setembro de 2009    | 2008–09   | Anke Engelke e Bastian Pastewka1                           | Sat.1             | Coloneum Cologne         |
| 12ª | 9 de outubro de 2010   | 2009–10   | Sandra Maischberger e Kurt Krömer                          | Das Erste         | Coloneum Cologne         |
| 13ª | 2 de outubro de 2011   | 2010–11   | Marco Schreyl e Nazan Eckes                                | RTL               | Coloneum Cologne         |
| 14ª | 2 de outubro de 2012   | 2011–12   | Oliver Welke e Olaf Schubert                               | ZDF               | Coloneum Cologne         |
| 15ª | 2 de outubro de 2013   | 2012–13   | Oliver Pocher e Cindy aus Marzahn                          | Sat.1             | Coloneum Cologne         |
| 16ª | 2 de outubro de 2014   | 2013–14   | Sandra Maischberger, Hans Sigl e Klaas Heufer-Umlauf       | Das Erste         | Coloneum Cologne         |
| 17ª | 13 de janeiro de 2016  | 2014–15   | Barbara Schöneberger                                       | RTL               | Rheinterrasse Düsseldorf |
| 18ª | 2 de fevereiro de 2017 | 2016      | Barbara Schöneberger                                       | ZDF               | Rheinterrasse Düsseldorf |
| 19ª | 26 de janeiro de 2018  | 2017      | Barbara Schöneberger                                       | Sat.1             | Palladium Cologne        |
| 20ª | 31 de janeiro de 2019  | 2018      | Barbara Schöneberger e Steffen Hallaschka                  | Das Erste         | Rheinterrasse Düsseldorf |
| 21ª | 17 de junho de 2020    | 2019–20   | nenhuma                                                    | nenhuma           | nenhuma                  |
| 22ª |                        | 2020–21   |                                                            | RTL               |                          |